# Nógrád
Nógrád és una província (megye) del nord d'Hongria. Comparteix fronteres amb Eslovàquia i amb les províncies veïnes de Pest, Heves i Borsod-Abaúj-Zemplén. La seva capital és Salgótarján. Té una superfície total de 2.544 km² i amb una població de 220.000 habitants (2001).

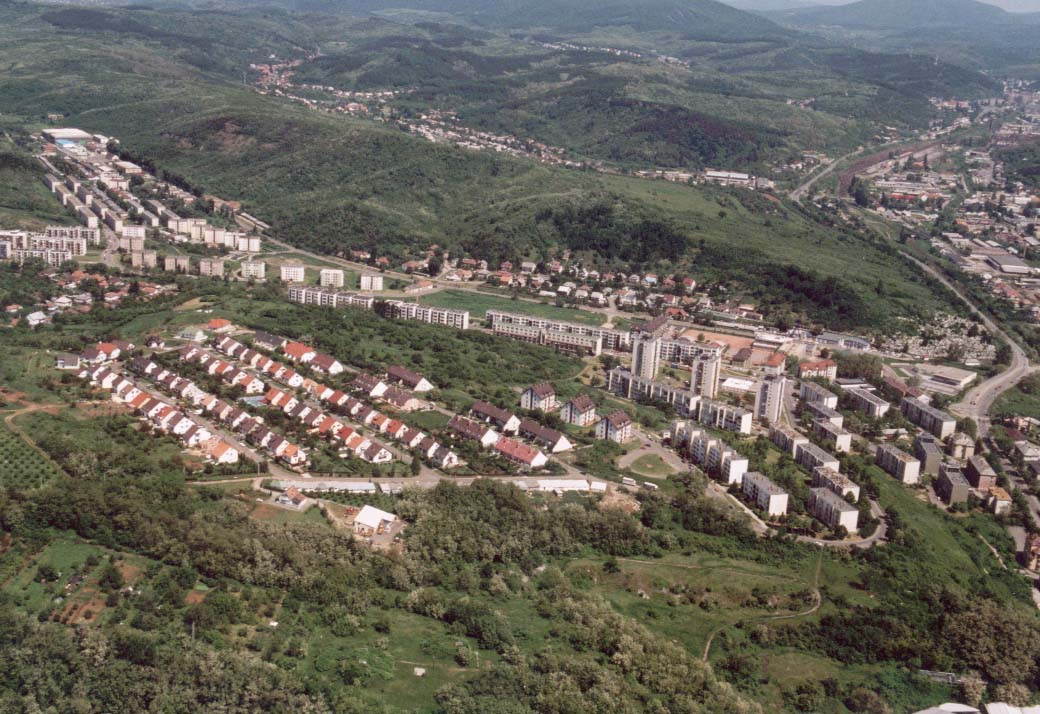
Salgótarján, la capital de Nógrád.